# Lovestoned
LoveStoned właściwie „LoveStoned/I Think She Knows (Interlude)” to piąty singel Justina Timberlake’a z płyty FutureSex/LoveSounds.
Utwór znajduje się na piątej pozycji płyty FutureSex/LoveSounds, trwa 7:24 minut. Do singla został nakręcony teledysk. Piosenka trafiła w połowie czerwca do rozgłośni radiowych i stacji telewizyjnych, wtedy też została wydana na płycie jako singel promujący FutureSex/LoveSounds. Powstała również zremiksowana wersja utworu wykonana przez DJ-a Tiesto i została wydana na składance Just-In The Mix w 2007 roku.